# European Spine Journal
L’European Spine Journal est une revue médicale à comité de lecture dont la thématique est principalement consacrée à l’orthopédie via une spécialisation vouée à l’ensemble des  déclinaisons impliquant le fonctionnement de la colonne vertébrale. Créé en 1992 et publié huit à douze fois par an — sous l’égide de son rédacteur rédacteur en chef en la personne de Robert Gunzburg, chirurgien rachidien en pratique privée à Anvers en Belgique — par Springer Science+Business Media, ce périodique constitue l’organe de presse officiel d’EuroSpine, alias Spine Society of Europe (Société européenne de la colonne vertébrale). Selon le Journal Citation Reports, le facteur d’impact résultant de son essaimage global se chiffre à 2,634 en 2017.